# Oegrische volkeren
De Oegrische volkeren zijn een groep van volkeren die een Oegrische taal spreken en een (deels) gemeenschappelijke oorsprong hebben. Samen met de Fins-Permische volkeren maken ze deel uit van de Fins-Oegrische volkeren.
De groep omvat drie huidige volkeren: de Hongaren (±14.500.000 in aantal) in Centraal-Europa en de Chanten (± 28.000) en Mansen (± 11.000) in Noordwest-Siberië, van het oostelijke voorgebergte van de Oeral tot het stroomgebied van de Ob.
In de loop van de geschiedenis hebben met name de Hongaren een groot deel van de oorspronkelijke culturele en antropologische gemeenschappelijkheden verloren.

## Geschiedenis
De gemeenschappelijke voorouder van de Oegrische talen werd vermoedelijk vanaf het einde van het 3e millennium v.Chr. tot de eerste helft van het 1e millennium v.Chr. in West-Siberië gesproken.
In het 4e-3e millennium v.Chr. leefden de proto-Fins-Oegrische volkeren van het Wolga-Kamagebied tot het land net ten oosten van de Oeral, vertegenwoordigd door een plaatselijke variant van de kamkeramiekcultuur. In deze periode stonden ze onder sterke invloed van de Centraal-Aziatische Kelteminarcultuur. De proto-Oegrische volkeren bewoonden aan het begin van het 2e millennium v.Chr. waarschijnlijk het oostelijk deel hiervan, in de taiga en bossteppe aan de oostzijde van de Oeral. 
Ten zuiden hiervan, op de Pontisch-Kaspische Steppe, ontstond vanaf ongeveer 2300 v.Chr. de Andronovocultuur. Hierin speelde het paard een zeer belangrijke rol, en deze kan als voorganger van de later Centraal-Aziatische steppeculturen gezien worden. Al vroeg was er een tweedeling van de Oegrische volkeren. De oorzaak van de uiteenlopende historische ontwikkeling lag in de manier waarop zij omgingen met het houden van paarden. 
Terwijl de Chanten en Mansen ook na de introductie van het paard hun levenswijze als jagers niet wezenlijk veranderden, gingen de zuidelijke, oorspronkelijk in de bossteppe wonende voorouders van de Hongaren geheel over op een pastorale levenswijze en werden echte steppenomaden. De materiële cultuur en veelvoudige leenwoorden tonen aan dat de stammen waaruit de huidige Hongaren ontstonden nauwe contacten met Iraanse en Turkse steppevolkeren hadden. Samen met deze namen ze deel aan de Grote Volksverhuizing van de 5e eeuw. Dit resulteerde in de grote westwaartse migratie van de Hongaren naar Magna Hungaria en uiteindelijk naar Centraal-Europa.
De voorouders van de Chanten en Mansen bleven daarentegen in hun oude woongebieden. In het 1e millennium v.Chr. werden de Ob-Oegriërs zowel in materiële cultuur als in fysiek type sterk beïnvloed door migratie van Paleosiberische volken, zoals zichtbaar in de  Oest-Poloejcultuur. Dit resulteerde in volkeren met duidelijke Oost-Aziatische trekken en een typisch Noord-Siberische cultuur, maar met Fins-Oegrische talen. Het woongebied van deze volkeren werd vanaf de 11e eeuw in Russische en Arabische bronnen als "Joegra" bekend. Onder druk van de zich uitbreidende Russen en de Komi vanaf de 12e-14e eeuw trokken de Chanten en Mansen verder oostwaarts, in het gebied van de Samojeedse volkeren. Omstreeks de 15e-16e eeuw bevonden ze zich in hun huidige woongebied.
Ivan III breidde het Vorstendom Moskou uit tot aan de Ob (1533), en onder Ivan IV kwam het gehele gebied onder het Tsaardom Rusland (1598). Ondanks enige pogingen tot opstand bleven ze tot op heden onder Russische heerschappij.